# Mithridates Chrestus
Mithridates Chrestus (gestorven: ca. 115 v.Chr.) was een Pontische prins en medevorst van het koninkrijk Pontus.

## Biografie
Mithridates Chrestus was een jongere zoon van koning Mithridates V van Pontus en zijn vrouw Laodice. Zijn oudere broer was Mithridates VI. Nadat zijn vader in 120 v.Chr. vergiftigd werd en stierf werd hij samen met zijn moeder en broer koning van Pontus. Hij en zijn broer waren nog minderjarig waardoor al het bestuur bij hun moeder terechtkwam.
Al snel bleek dat Chrestus het favoriete kind van Laodice was en hierdoor dook Mithridates VI onder. Omstreeks 115 v.Chr. keerde hij terug en werd hij uitgeroepen tot koning van Pontus. Hij wist zijn moeder op te sluiten en Chrestus van de troon te stoten. Waarschijnlijk is Chrestus tijdens zijn gevangenschap gestorven. Na zijn dood verkreeg hij nog wel een koninklijke uitvaart.